# Département La Capital (Santa Fe)
Pour les articles homonymes, voir Département Capital.
Le département La Capital est une des 19 subdivisions de la province de Santa Fe, en Argentine. Son chef-lieu est la ville de Santa Fe.
Le département a une superficie de 3 055 km2. Sa population s'élevait à 489 505 habitants au recensement de 2001 et à 630 538 en 2007 selon l'estimation de l'IPEC.

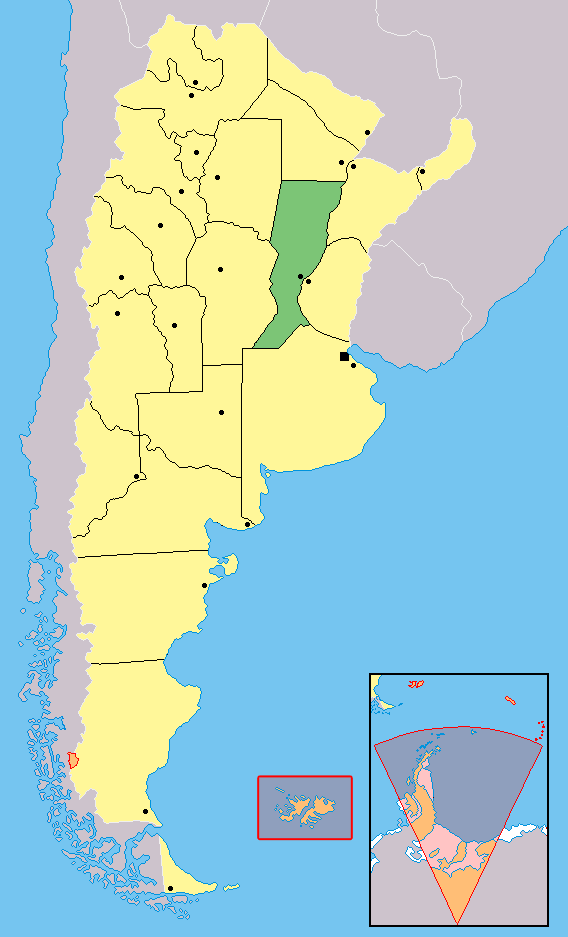
Localisation de la province de Santa Fe en Argentine.